# 83 Virginis
83 Virginis (83 Vir / HD 119605 / HR 5165) es una estrella en la constelación de Virgo de magnitud aparente +4,16.
Se encuentra aproximadamente a 825 años luz del sistema solar.
83 Virginis es una supergigante o gigante luminosa amarilla de tipo espectral G0Ib-IIb, si bien en la base de datos SIMBAD aparece catalogada como subgigante o estrella de la secuencia principal (G1IV/V).
Tiene una temperatura efectiva de 5430 ± 100 K y brilla con una luminosidad 437 veces mayor que la del Sol, cifra que apoya su estatus de supergigante o gigante luminosa.
Su metalicidad —abundancia relativa de elementos más pesados que el helio— es la mitad de la del Sol ([Fe/H] = -0,31).
Con una masa de 4,2 ± 0,2 masas solares, su edad se estima en 155 millones de años.
83 Virginis posee un diámetro 29 veces más grande que el diámetro solar.
No es una estrella variable y en ella no se ha detectado campo magnético, a diferencia de otras supergigantes amarillas como Alwaid (β Draconis) o Azmidiske (ξ Puppis) en donde sí se ha detectado.